# Шапа (Амаранте)
Шапа (порт. Chapa) — район (фрегезия) в Португалии, входит в округ Порту. Является составной частью муниципалитета Амаранте. По старому административному делению входил в провинцию Дору-Литорал. Входит в экономико-статистический субрегион Тамега, который входит в Северный регион. Население составляет 264 человека на 2001 год. Занимает площадь 3,71 км².